# Киликийское наместничество Цицерона
Киликийское наместничество Цицерона (51—50 до. н. э.) — эпизод политической карьеры Марка Туллия Цицерона, предшествовавший его участию во второй гражданской войне.

## Назначение проконсулом
Сложив в конце 63 года до. н. э. консульские полномочия, Цицерон не собирался исполнять проконсульские обязанности в какой-либо провинции и удаляться от большой столичной политики, хотя через несколько лет и был вынужден удалиться из Рима в изгнание.
В 53 до. н. э. ради того чтобы снизить накал конкурентной борьбы на выборах был принят сенатусконсульт, рекомендовавший назнчение промагистратами спустя пять лет после исполнения магистратур, а в следующем году по предложению Помпея это положение было утверждено в качестве закона. В результате обнаружилась нехватка провинциальных наместников и на вакантные должности пришлось назначать бывших магистратов, никогда провинциями не управлявших и даже, как в случае Цицерона, вовсе этого не желавших.

## Поездка по Италии
Назначенный сенатом в феврале или марте 51 до. н. э. и получивший по жребию Киликию, Цицерон не торопясь начал собираться в дорогу. К тому времени в состав его провинции кроме собственно Киликии входили Писидия, Памфилия, присоединенный Катоном Кипр, Исаврия, Ликаония и три диоцеза провинции Азия, расположенные во Фригии к северу от гор Тавра, с городами Кибирой, Синнадой и Апамеей. Получив назначение, Цицерон в марте написал тогдашнему наместнику императору Аппию Клавдию Пульхру, прося, чтобы провинциальные дела были сданы в порядке. Для подобной просьбы основания были, так как конфликт из-за Клодия еще не был забыт и у Клавдия назначение Цицерона восторга не вызвало.
Опубликовав шесть книг диалога «О государстве», Марк Туллий в конце апреля покинул Рим, но перед отъездом на восток решил посетить свои восемь италийских вилл. Помпоний Аттик проводил своего друга до Тускула, а помпеянец Авл Торкват до Минтурн, где у него было свое поместье. Под Арпином Цицерон навестил усадьбу своего брата Квинта и стал свидетелем его ссоры с женой, о чем 5 или 6 мая написал брату последней Аттику из Минтурнского поместья. Заодно он просил Аттика найти способ выплатить Оппию (Юлию Цезарю) его долг в 800 000 сестерциев, перезаняв, если потребуется, у кого-нибудь нужную сумму, пока он не получит деньги от своих должников. Противники Цезаря все настойчивее добивались его смещения и в преддверии возможного гражданского конфликта Цицерон не хотел быть саязанным личными обязательствами ни с одной из сторон.
Из Минтурн оратор прибыл на виллу в Формии, а потом заехал в Кумы, куда в конце весны съезжалась римская аристократия и где состоялась последняя встреча Цицерона с Гортензием. Из Кум Цицерон отправился на виллу в Помпеях, затем остановился в Требуле на вилле своего друга Луция Понтия, затем прибыл в Беневент, оттуда в Венузию на Аппиевой дороге, и 18 мая наконец добрался до Тарента, где три дня обсуждал политические проблемы с Помпеем, в то время еще пытавшимся разрешить мирным путем свои противоречия с Цезарем.
Из Тарента Цицерон приехал в Брундизий, где некоторое время безуспешно дожидался своего легата Гая Помптина и 20-го имел беседу с легатом Клавдия Квинтом Фабием Вергилианом, через которого наместник сообщил, что имеющихся в провинции войск недостаточно для нужд обороны. Из пьсьма Клавдия сенату Цицерон знал, что Аппий сам сократил численность армии и это вызывало тревогу в виду угрозы парфянского вторжения. Аппий сообщал, что задержится в провинции, чтобы лично передать дела, а от клавдиева отпущенника Фаниата в том же Брундизии Туллий узнал, что наместник намерен отплыть из киликийской Сиды, где между ними могла бы состояться встреча.
Сенаторы рассчитывали набрать в Риме и Италии пополнения для армий Цицерона и назначенного тогда же проконсулом Сирии Марка Кальпурния Бибула, но против этого предложения выступил консул Сульпиций Руф. Согласно Плутарху, Цицерон получил 12 000 тяжеловооруженных пехотинцев и 
1600 всадников, то есть два неполных легиона. Тогда сенат постановил, чтобы Цезарь и Помпей направили в Сирию и Киликию по легиону. Помпей потребовал у коллеги-триумвира вернуть  I легион, одолженный тому в 53 г. до н. э. для участия в Галльской войне. Цезарь требование выполнил, а из состава своей армии послал на Восток XV легион, но оба эти подразделения до места назначения не добрались, поскольку Помпей удержал их при себе на случай гражданской войны, о чем Марк Целий Руф сообщал Цицерону в письме от 1 августа 51 до н. э.
Сенат также поручил Цицерону обеспечить безопасность царя Каппадокии Ариобарзана III, «верного долгу и любящего римлян», отец которого, Ариобарзан II, пал жертвой заговора незадолго до прибытия Цицерона в провинцию.

## Путешествие в Киликию
В начале июня Цицерон отбыл из Брундизия морем через Керкиру и Сиботские острова. На Керкире он встретился с начальником мастеровых (praefectus fabrum) Клавдия Луцием Клодием, давшим совет следовать через Лаодикею, где могла бы состояться встреча с Клавдием. 14 июня новый наместник высадился на мысе Акций, после чего продолжил путь по суше, так как опасался огибать Левкаду, а для прохода в Коринфский залив к Патрам ему бы пришлось пересесть на судно меньших размеров, что Цицерон считал недостойным римского проконсула . 24-го он прибыл в Афины, где провел десять дней, ожидая своих отставших сотрудников Гая Помптина, Гнея Волусия и квестора Луция Месциния Руфа. В Афинах римский оратор не был со времен юности, во время изгнания он туда приехать не решился, зато в этот раз с удовольствием возобновил старые знакомства. Состоянием Академии он остался не очень доволен и в письме Аттику сообщал, что единственным стоящим философом остался Арист Аскалонский, брат Антиоха. Глава эпикурейцев Патрон ходатайствовал перед Цицероном о возвращении его школе дома Эпикура, который Ареопаг передал жившему в изгнании в Афинах Гаю Меммию.
6 июля флотилия Цицерона (родосские беспалубные, пять митиленских двухрядных кораблей и несколько гребных посудин) вышла из гавани Пирея и через мыс Зостер, Хиос, Гиарос и Сирос достигла Делоса, где проконсул задержался, дожидаясь улучшения погоды, так как родосские беспалубники не выдерживали волнения. 22 июля он добрался до Эфеса, а 27 июля прибыл в Траллы, где Луций Луцилий передал ему письмо от Аппия Клавдия с новыми инструкциями. Покидая провинцию, Клавдий назначил исполнять обязанности своего легата или квестора Муция Сцеволу, но Цицерон видел того еще в Эфесе и Сцевола ничего не знал о своем назначении. Клавдий явно хотел уклониться от встречи, но предполагается, что она все же состоялась, но где и когда, неизвестно, так как Цицерон о ней умалчивает. Вероятно, на этом свидании обсуждался щекотливый вопрос о признании провинциальных распоряжений Клавдия в обмен на услуги, которые бывший наместник мог бы оказать в сенате. Цицерон опасался, что срок его полномочий могут продлить еще на год или к 51 году до. н. э. добавят дополнительный месяц, как это сделали в 52-м до. н. э., все равно не сумев подверстать календарь к астрономическому году. Отправляясь в Киликию, оратор просил всех своих друзей не допустить принятия подобных постановлений.

## Прибытие в провинцию
В Лаодикею Цицерон прибыл в канун секстильских нон (4 августа) и с этого дня начал отсчет годичного срока своего наместничества. В следующем письме Аттику оратор сообщает, что прибыл «в погубленную и навеки совершенно разоренную провинцию». Проведя по несколько дней в Лаодикее, Апамее, Синнаде и Филомелии, «мы услыхали только одно: внести указанные подушные они не могут, продажное всеми продано; стоны городов, плач, чудовищные поступки не человека, но какого-то огромного дикого зверя». Новый наместник «освободил многие городские общины от жесточайшей дани, тяжелейшей платы за ссуду и мошеннических долгов. Чтобы облегчить тяготы населения Цицерон решил не взимать с городов даже фураж и дрова, разрешенные по Юлиеву закону о вымогательствах. Узнав о прибытии сменщика, Клавдий уехал в Тарс, где и вершил свой неправый суд. В виду парфянской угрозы братья Цицероны отослали свомх сыновей в Галатию к царю Дейотару.

## Парфянская и армянская угрозы
Римские части стояли в Ликаонии, кроме пяти когорт, которые из-за невыплаты жалования покинули лагерь и ушли к Филомелию, «не имея ни одного легата, ни одного военного трибуна и, наконец, ни одного центуриона». Цицерон приказал легату Марку Аннею вернуть мятежников и собрать все силы в Ликаонии под Иконием, куда сам прибыл 24 августа.
Набрав на основании сенатского постановления отряд из эвокатов, конницу и вспомогательные части у свободных племен и союзных царей, Цицерон 30 августа выступил из Икония, чтобы через Каппадокию перейти в собственно Киликию, а в Тарс к Клавдию направил префекта эвокатов Децима Антония, которому прежний наместник должен был передать оставшиеся части. Еще 29-го в лагерь под Иконием прибыли послы от Антиоха Коммагенского с сообщением о том, что царевич Пакор с большой армией подошел к Евфрату, а его шурин Артавазд Армянский готовится напасть на Каппадокию. 20 сентября Цицерон сообщал Аттику, что неприятель находится в Киррестике, Гай Кассий с войсками стоит в Антиохии, сам он у подножья Тавра в Кибистре (Каппадокия), а о прибытии в Сирию Бибула сведений нет. В посланиях консулам, преторам, плебейским трибунам и сенату Цицерон сообщал, что сведения не очень надежного коммагенского царя подтверждены более надежными союзниками: Таркондимотом и Ямвлихом, поэтому он занял стратегическую позицию перед Киликийскими воротами, позволявшую препятствовать парфянскому и армянскому наступлению на Каппадокию, создавать угрозу киликийцам Амана, взявшимся за оружие против римлян, и поддерживать надежную связь с Дейотаром. Позднее в письме к Катону Цицерон сообщал, что был весьма обеспокоен не только за свою провинцию, но также за Сирию и остальную Азию.

Поэтому я счел нужным вести войско через ту часть Каппадокии, которая граничит с Киликией; ведь если бы я спустился в Киликию, то самое Киликию я, правда, легко удержал бы благодаря естественным особенностям горы Амана (ведь из Сирии есть два прохода в Киликию, каждый из которых, ввиду его тесноты, легко запереть при помощи небольшого заслона, так что со стороны Сирии Киликия защищена как нельзя лучше); но меня беспокоила Каппадокия, которая открыта со стороны Сирии и имеет соседями царей, которые, хотя они и друзья нам, не осмеливаются открыто быть врагами парфянам. Поэтому я расположился лагерем в самой отдаленной части Каппадокии, под городом Кибистрой, невдалеке от Тавра, чтобы и защитить Киликию и, удерживая Каппадокию, воспрепятствовать соседям принять новые решения.— Письмо CCXXXVIII, 4. Тарс, январь 50
В римский лагерь под Кибистру прибыл Ариобарзан III с братом Ариаратом и просил конницу и когорты для подавления очередного заговора, на что Цицерон, не желавший дробить свои силы, ответил молодому человеку советом начинать учиться царствовать и действовать самостоятельно. Готовивший мятеж лидер антиримской партии Архелай, верховный жрец храма богини Ма в Комане Каппадокийской, располагал и войсками и деньгами, поэтому римляне, не желая доводить дело до открытого конфликта, намекнули ему на желательность отъезда из страны, что он тотчас и сделал.
Тем временем крупные силы парфян и арабов подошли к Антиохии, а «их многочисленная конница, перешедшая в Киликию», была разбита конными частями Цицерона и преторской когортой, оборонявшей Эпифанею. Опасаясь, что враг, которому закрыли путь в Каппадокию, двинется в Киликию, наместник форсированными маршами повел свое войско к Аману. Там он узнал, что парфяне были разбиты Кассием у Антиохии и очистили Сирию, а Бибул наконец прибыл в свою провинцию. Поскольку непосредственная угроза миновала, Цицерон предложил Дейотару, спешившему на помощь «с многочисленной и сильной конницей и пехотой и со всеми своими силами», возврашаться в свое царство и быть наготове в случае надобности.

## Аманская операция
Прибыв в Тарс за два дня до октябрьских нон, Цицерон в самые ноны выступил в район Амана и встал лагерем у Мопсуэстии, откуда направил своему предшественнику послание с плохо завуалированными упрёками в дурном управлении провинцией. Решив покончить с разбойничьим гнездом в Аманских горах, постоянно причинявшим беспокойство Сирии и Киликии и всегда готовым поддержать парфян, наместник изобразил видимость отступления и, расположившись лагерем у Эпифанеи, в одном переходе от Амана, вечером 12 октября с лёгкой пехотой предпринял обратный марш, и на рассвете поднялся на Аманские высоты. Разделив когорты и вспомогательные войска на несколько отрядов (Марка и Квинта Цицеронов, Гая Помптина, Марка Аннея, Луция Туллия) и отрезав противнику пути к отступлению, римляне сокрушили большую часть горцев внезапным ударом, частью их перебив, частью взяв в плен.
Столицу Амана Эрану, «которая походила не на селение, а на город», Сепиру и Коммориду, оказавшие ожесточённое сопротивление, главные силы взяли после десятичасового штурма (бой продолжался с рассвета до пяти часов пополудни), «убив великое множество врагов», пока Помптин занимал соседние районы Амана. Затем было взято и сожжено много небольших крепостей. Став лагерем у подножия Амана, у так называемых Алтарей Александра, части Цицерона четыре дня громили остатки укреплённых горных селений и опустошали поля на той части возвышенности, которая относилась к его провинции.
За взятие сильно укреплённого вражеского лагеря Цицерон, расположившийся в том же месте, где, по его словам, стоял Александр Македонский перед битвой при Иссе, был провозглашён войсками «Императором». В послании Аттику в конце декабря Цицерон, сильно преувеличивая свои достижения, пишет, что его Аманский поход придал мужества блокированному в Антиохии Кассию и устрашил парфян, благодаря чему Кассий, преследовавший противника при отступлении, нанёс парфянам чувствительное поражение у Антигонии, имя же киликийского наместника «произносили в Сирии с благодарностью».
Незадачливый коллега Цезаря по консульству, недалёкий и упрямый Марк Бибул, прибывший в Сирию только в ноябре, вознамерился получить свою долю славы и атаковал Аманские горы со стороны своей провинции, пытаясь, по выражению Марка Туллия, «искать лавровую ветвь в свадебном пироге», и в результате потерял всю первую когорту, центуриона-примипила Азиния Дентона и остальных центурионов этой когорты, а также военного трибуна Секста Луцилия, сына Тита Гавия Цепиона, богатого и известного человека, потерпев «поистине бесславное поражение как по существу, так и по несвоевременности».
22 октября армия Цицерона осадила расположенный на одной из вершин Амана Пинденисс, «этот сильнейшим образом укреплённый город элевтерокиликийцев участвовал в войне с незапамятных времён», населяли же его «дикие и храбрые люди, вполне подготовленные к обороне».

Так как он был расположен очень высоко и в чрезвычайно укреплённом месте и был населён теми, кто никогда не повиновался даже царям, и так как они принимали беглых и с великим нетерпением ожидали прихода парфян, то я счёл, что для авторитета моей власти важно подавить их дерзость, чтобы тем легче сломить прочих, враждебно относившихся к нашей власти. Я окружил его валом и рвом, отрезал шестью укреплениями и огромным лагерем, осадил при помощи насыпи, навесов и башен; применив множество метательных орудий, с помощью многочисленных стрелков, я с большим трудом для себя, без тягот и расходов для союзников, закончил дело на пятьдесят седьмой день: после того, как все части города были разрушены или подожжены, жители оказались вынуждены отдаться под мою власть.— Письмо CCXXXVIII, 10. Тарс, январь 50
Благодаря легату Квинту Туллию, прошедшему школу Цезаря под Алезией, осада велась по всем правилам современного военного искусства и город пал 17 декабря, в первый день сатурналий. Всю добычу, кроме лошадей, Цицерон отдал воинам. Пленные были проданы на третий день праздника и на момент написания письма Аттику выручка за живой товар на торгах дошла до 12 000 000 сестерциев.
От соседей пиндениссцев тебарцев, таких же «преступных и дерзких», Цицерон получил заложников ; войско проконсул поручил брату Квинту разместить на зимних квартирах в недавно взятых и недостаточно усмирённых районах, а сам вернулся в Лаодикею.

## Администрация Цицерона
Во вторую половину своего наместничества Цицерон занимался административными и финансовыми вопросами провинции, а также судопроизводством. На Кипр ненадолго был послан префектом Квинт Волузий, зять Тиберия Нерона, друга Аттика, «чтобы немногочисленные римские граждане, которые ведут там дела, не говорили, что они лишены судопроизводства; ведь вызывать их с острова Кипра нельзя».
Сам наместник в январские ноны выехал из Тарса в азиатские диоцезы, которые избавил от незаконных поборов и постоя воинских частей (ранее города платили большие суммы, чтобы у них не устраивали зимние квартиры, так Кипр выплачивал двести аттических талантов), вдобавок запретив воздавать себе почести за такие «ошеломляющие благодеяния». В Азии в это время был голод, но, по словам Цицерона, ему одним своим авторитетом и увещеванием удалось добиться от придерживавших хлеб греков и римских граждан обещания пустить его в продажу.
С февраля по май Цицерон отправлял судопроизводство в различных районах провинции. В азиатских диоцезах он расследовал факты лихоимства и воровства со стороны местных греческих чиновников, допросил магистратов, занимавших должности в предыдущее десятилетие, и заставил вернуть незаконно присвоенные средства городам, чтобы те могли рассчитаться с откупщиками.
Плутарх следующим образом описывает действия Цицерона в провинции:

Даров он не принял даже от царей и освободил жителей провинции от пиров в честь наместника, напротив, самые образованные среди них получили приглашение к его столу, и он что ни день потчевал гостей — без роскоши, но вполне достойно. В его доме не было привратника, и ни один человек не видел Цицерона лежащим праздно: с первыми лучами солнца он уже стоял или расхаживал у дверей своей спальни, приветствуя посетителей. Рассказывают, что он никого не высек розгами, ни с кого не сорвал платья, в гневе никогда не бранился, не накладывал унизительных и позорных наказаний. Обнаружив крупные хищения, он вернул городам их имущество, однако и расхитителей ничем, кроме штрафов и возмещения убытков, не покарал и гражданских прав не лишил.— Плутарх. Цицерон. 36
В вопросе о долгах общин ростовщикам одной доброй воли наместника, даже издавшего эдикт о снижении процентов до разумного уровня, было недостаточно, что проявилось в разбирательстве дела Марка Скапция и Публия Матиния, ссужавших деньги Саламину на Кипре и требовавших с жителей непомерную сумму в двести талантов. Об этих безумно алчных дельцах, за спиной которых стоял политический союзник Цицерона Марк Брут, проконсул подробно пишет Аттику. Марк Целий Руф просил Цицерона о содействии авантюристу Публию Ситтию, ссужавшему деньги киликийским общинам и даже прислал расписку, по которой следовало получить долг. Занимавший должность курульного эдила Целий неоднократно просил друга прислать ему пантер для устройства зрелищ, возложив их поимку на жителей Кибиры и Памфилии в качестве повинности, но Цицерон не захотел марать свое доброе имя расходованием общественных средств на частные нужды друзей.
В конце февраля стало очевидным возобновление войны с парфянами, войска которых ожидали прибытия самого царя Орода II. Два киликийских легиона из-за убыли личного состава пришлось свести в один, но Дейотар пообещал прислать 12 000 пехоты, вооруженной на римский манер, и 2000 всадников. Приморские города предоставили корабли, но для ведения войны требовались средства и наместник увеличил поборы и прибег к конфискациям. Весной в Сирии развернулись активные боевые действия и Цицерон стянул свои части к границе этой провинции, но затем парфяне внезапно отступили и 7 мая наместник вернулся из Азии в Киликию.
Поскольку в Риме так и не смогли найти Цицерону преемника, наместник потратил много времени на поиск исполняющего обязанности. Гай Помптин, которого он для этого наметил, в феврале вернулся в метрополию по личным обстоятельствам, Квинт Туллий, наиболее подходивший для этой должности как профессиональный военный, категорически не желал оставаться в Киликии, и в результате Цицерон передал дела квестору Гаю Целию Кальду, прибывшему в провинцию в мае 50 года до н. э., хотя нисколько не обманывался относительно невысоких деловых и моральных качеств этого человека.

## Возвращение в Италию
5 августа Цицерон покинул Киликию, отправившись на корабле из Исса в Сиду в Памфилии, где провёл несколько дней, после чего отправился на Родос. Сентябрь из-за противных ветров он провёл в Эфесе, откуда отплыл 1 октября и 14-го прибыл в Афины.
В начале ноября Цицерон приехал из Афин в Патры, 4 ноября был в Ализии на Акарнанском побережье, 6-го — на Левкаде, на следующий день — на мысе Акций, 9-го высадился на Керкире, где оставался до 16 ноября, после чего отправился в Кассиопей на эпирском побережье, 22-го — в Гидрунт и 24-го прибыл в Брундизий.
В самом конце ноября проконсул выехал из Брундизия, 6 декабря прибыл в Эклан на Аппиевой дороге, близ Беневента, после чего остановился в Требуле на вилле Луция Понтия, где провёл весь день 9 декабря и на следующий день прибыл на свою виллу в Помпеях. Там у него состоялся разговор с Гнеем Помпеем, уехавшим в Кампанию под предлогом нездоровья. Полководец уже не скрывал, что все попытки достичь компромисса с Цезарем провалились и гражданская война неизбежна. Из Помпей оратор переехал на виллу в Формиях. По дороге в Рим к нему присоединился Помпей, ехавший на свою Альбанскую виллу, и 25 декабря между ними состоялся ещё один обстоятельный разговор, из которого стало понятно, что сенатским войскам не удастся удержать столицу.
4 января 49 года до н. э. Цицерон прибыл в окрестности Рима, но, так как он после провозглашения «Императором» добивался предоставления триумфа, то городскую черту не пересёк и толпа гpaждан сама вышла его приветствовать. Ожидание триумфа позволило ему не участвовать в сенатском заседании 7 января, где были приняты постановления против Юлия Цезаря, приведшие к началу гражданской войны. Сенат провозгласил чрезвычайное положение. Все магистраты, обладавшие империем, должны были выступить на защиту отечества, Италия была разделена на военные округа и Цицерон получил под своё командование Капуанский, в котором и встретил начало военных действий.
Доход Цицерона за время наместничества составил 2 200 000 сестерциев; эти деньги были им переданы в Эфесе откупщикам, от которых поступили к Помпею и были израсходованы на военные нужды. Кальду он оставил денег на год и вернул в казначейство 1 000 000 сестерциев, чем были очень недовольны его сотрудники, рассчитывавшие, что проконсул раздаст деньги им.

## Комментарии
1. ↑  «В лице Помпея я оставил выдающегося гражданина, полного готовности предотвратить то, чего страшатся» (Цицерон. Письмо CLXXXIX. Тарент, 21 мая 51)
2. ↑  В Италии недавно прошел массовый набор в армии Помпея и Цезаря, истощивший ее людские ресурсы (Грималь, с. 326)
3. ↑  Он был должником Помпея и Катона
4. ↑  Ссудный процент не мог превышать одной сотой в месяц, то есть 12 % годовых, но в провинциях ростовщики доводили ее до четырех сотых в месяц (48 % годовых), а неуплаченные проценты присоединялись к капиталу (анатоцизм — «приращение»)
5. ↑  Долги, возникавшие из-за неправильного расчета процентов
6. ↑  Сменил на этом посту другого Архелая, отправившегося в Египет, чтобы жениться на Беренике, и погибшего в 55 до н. э. под Александрией (Грималь, с. 327)
7. ↑  Впервые он сообщил о своем намерении добиваться триумфа в январском письме к Катону, у которого просил содействия (Письмо CCXXXVIII, 13. Тарс, январь 50); Помпей обещал ему свою помощь (Письмо CCXCIV, 2. Помпейская усадьба, 10 или 11 декабря 50), но Цицерон опасался, что Цезарь через своих трибунов может помешать принятию сенатского постановления (Письмо CCXCVII, 4. Формийская усадьба, между 18 и 21 декабря 50)